# Jean-Baptiste Duffaud
Pour l’article ayant un titre homophone, voir Dufaud.
Jean-Baptiste Duffaud, né à Marseille le 7 janvier 1853 et mort à Paris le 17 juin 1927, est un peintre français.

## Biographie
Élève de Dominique Antoine Magaud à l'école des beaux-arts de Marseille puis de Félix-Joseph Barrias et de Jean-Léon Gerome à l'école des beaux-arts de Paris, il expose au Salon des artistes français à partir de 1875 et y obtient une mention honorable en 1885, une médaille de 3e classe en 1889 pour son tableau Leis Estellos et une médaille de 2e classe en 1891 pour La Mort d'Ounias.
Il remporte le prix Marie-Bashkirtseff en 1891. Membre du Comité et du Jury du Salon, officier de la Légion d'honneur (1906), son œuvre la plus connue est Le Chevalier Roze pendant la peste à Marseille,.
Ses œuvres sont conservées, entre autres, au Musée Calvet d'Avignon, au musée des beaux-arts de Troyes et au Musée d'Art moderne de Paris.

## Élèves
- Gaston Édouard Guédy
- Paul Alphonse Marsac
- Olga Slom